# Хёйстра, Питер
Питер Эгге Хёйстра (нидерл. Pieter Egge Huistra; род. 18 января 1967, Гоенга, Фрисландия) — нидерландский футболист, играл на позиции нападающего, ныне — футбольный тренер.

## Карьера игрока

### Клубная карьера
Начинал заниматься футболом в клубе «Драхтен Бойс», а в 16 лет попал в «Гронинген». 5 сентября 1984 года он дебютировал в высшем дивизионе в матче против «Волендама» (1:3). 3 ноября того же года в матче против АЗ (1:1) он забил первый гол. Всего в «Гронингене» он играл до конца сезона 1985/86, но основным игроком так и не стал, из-за чего был отдан в аренду в «Вендам». Там он сразу стал основным и забил пять мячей в 33 матчах сезона, но спасти команду от вылета в Первый дивизион не сумел.
В 1987 году Хёйстра стал игроком «Твенте», где выступал до лета 1990 года, забив 17 голов в 93 матчах чемпионата, а также сыграл в Кубке УЕФА и стал игроком сборной.
В 1990 году Хёйстра стал футболистом шотландского «Рейнджерс». В шотландской Премьер-лиге дебютировал 25 августа 1990 года в домашней игре против «Данфермлин Атлетик». В «Рейнджерс» в течение 4,5 лет он играл в основном составе. В этот период он выиграл чемпионат Шотландии пять раз (1991, 1992, 1993, 1994, 1995), дважды Кубок Шотландии (1992, 1993) и трижды Кубок шотландской лиги (1991, 1993, 1994).
В 1995 году Хёйстра отправился в Японию по приглашению соотечественника Вима Янсена, который тренировал клуб «Санфречче Хиросима», и в течение двух лет играл в местной Джей-лиге.
В начале 1997 года Питер вернулся в «Гронинген», а летом того же года уехал в бельгийский «Льерс». В течение первых двух сезонов он был основным игроком клуба и в 1999 году выиграл кубок и Суперкубок Бельгии. Он закончил свою карьеру в 2001 году как игрок «Розендала», в котором, однако, так и не сыграл ни одного матча, получив серьёзную травму ахиллова сухожилия. И хотя его контракт с клубом продолжался ещё один год, он так и не сыграл за клуб в сезоне 1999/2000. После 394 матчей в высших дивизионах четырёх стран, в которых он забил 71 гол, Хёйстра закончил 16-летнюю профессиональную карьеру.

### Выступления за сборную
В составе национальной сборной Нидерландов он дебютировал 16 ноября 1988 года в проигранной с минимальным счётом товарищеской встрече с Италией. В 1989 году Питер сыграл ещё четыре матча за «оранжевых», однако зимой в сезоне 1989/90 он получил травму паха, которую залечивал до марта 1990 года. Он не смог быстро вернуться в игру, из-за чего в сборной в том году не играл. Несмотря на то, что он был в расширенном списке команды на участие в чемпионате мира 1990, в конечный список 22 игроков не попал, поскольку главный тренер сборной Лео Бенхаккер предпочёл взять на его позицию игроков «Аякса».
В апреле 1991 года, когда Хёйстра уже успешно играл в Глазго, новый тренер сборной Ринус Михелс вновь пригласил Питера. Он сыграл в том году в двух матчах квалификации на Евро-1992 против Финляндии, после чего сыграл свою последнюю международную игру против Польши 11 сентября 1991 года на стадионе «Филипс». Всего в форме сборной страны сыграл восемь матчей.

## Тренерская карьера
После окончания футбольной карьеры стал тренером. Начал тренерскую карьеру в 2001 году с молодёжной команды «Гронингена», с которой проработал четыре года. 1 июля 2005 года покинул «Гронинген» и был назначен новым помощником тренера Ада де Моса в «Витессе».
3 апреля 2009 года стало известно, что Хёйстра стал помощника тренера в «Аяксе», а с сезона 2009/10 года был тренером молодёжной команды столичного клуба, «Йонг Аякс».

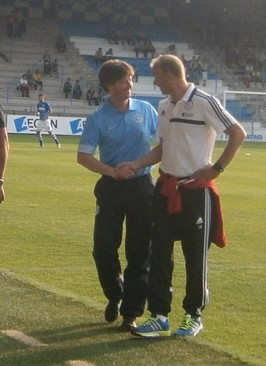
Питер Хёйстра (слева) и Деннис Бергкамп перед товарищеским матчем между «Аяксом» и «Де Графсхап» (13 июля 2013)

22 декабря 2009 года стало известно, что Хёйстра с сезона 2010/11 будет главным тренером «Гронингена», заменит Рона Янса, который покинет клуб после окончания сезона 2009/10. В первом сезоне Питер финишировал с «Гронингеном» на пятом месте и вышел в плей-офф за право сыграть в Лиге Европы. В финальном матче против «АДО Ден Хаг» его клуб уступил в серии пенальти и не вышел в еврокубки. Тем не менее после удачных результатов против «Аякса» (1:0) и «Твенте» (1:1) Хёйстра показал потенциал для дальнейшего роста и 29 ноября 2011 года было объявлено, что он продлил свой контракт с клубом ещё на год. Клуб отметил, что доволен работой Питера за последние полтора года. Несмотря на это, уже 10 мая 2012 года Хёйстра был уволен после провального сезона, по результатам которого клуб занял 14-е место.
30 мая 2012 года он был представлен новым главным тренером клуба «Де Графсхап», который вылетел в Эрстедивизи, задачей было быстро вернуть клуб в элиту. В первый год он стал с командой восьмым. В своём втором сезоне он вступил в конфликт со значительной частью болельщиков команды и 24 декабря 2013 года был уволен. Клуб стал шестым.
В декабре 2014 года стал техническим директором сборной Индонезии. В мае 2015 года он был назначен временным тренером сборной для отбора на чемпионат мира по футболу 2018 и квалификацию к Кубку Азии 2019 года. Однако с июня членство Индонезии в ФИФА было приостановлено, и команде уже не было разрешено играть матчи. В декабре 2015 года Хёйстра расторг свой контракт. Также непродолжительное время Питер работал с местной командой «Мадура Юнайтед».
31 марта 2017 года он был назначен помощником тренера словацкого чемпиона «Тренчин» до конца сезона. После окончания сезона он покинул клуб и присоединился к «Пахтакору» из Узбекистана, где стал ассистентом Шоты Арвеладзе. Вместе с Арвеладзе они подняли клуб с восьмого на третье место и прошли квалификацию в Лигу чемпионов АФК. В следующем сезоне «Пахтакор» занял второе место и вышел в финал кубка. В декабре 2018 года узбекский клуб продлил контракты всего тренерского штаба на один год. В 2019 году у клуба было хорошее начало, он вышел в групповой этап Лиги чемпионов АФК после победы в двух квалификационных раундах. 10 января 2022 года Хёйстра покинул «Пахтакор».

## Статистика

### Матчи Хёйстры за сборную Нидерландов
| Матчи Хёйстры за сборную Нидерландов | Матчи Хёйстры за сборную Нидерландов | Матчи Хёйстры за сборную Нидерландов | Матчи Хёйстры за сборную Нидерландов | Матчи Хёйстры за сборную Нидерландов | Матчи Хёйстры за сборную Нидерландов |
| ------------------------------------ | ------------------------------------ | ------------------------------------ | ------------------------------------ | ------------------------------------ | ------------------------------------ |
| №                                    | Дата                                 | Соперник                             | Счёт                                 | Голы Хёйстры                         | Соревнование                         |
| 1                                    | 16 ноября 1988                       | Италия                               | 0:1                                  | —                                    | Товарищеский матч                    |
| 2                                    | 4 января 1989                        | Израиль                              | 2:0                                  | —                                    | Товарищеский матч                    |
| 3                                    | 22 марта 1989                        | СССР                                 | 2:0                                  | —                                    | Товарищеский матч                    |
| 4                                    | 26 апреля 1989                       | ФРГ                                  | 1:1                                  | —                                    | Чемпионат мира 1990 (отбор)          |
| 5                                    | 31 мая 1989                          | Финляндия                            | 1:0                                  | —                                    | Чемпионат мира 1990 (отбор)          |
| 6                                    | 17 апреля 1991                       | Финляндия                            | 2:0                                  | —                                    | Чемпионат Европы 1992 (отбор)        |
| 7                                    | 5 июня 1991                          | Финляндия                            | 1:1                                  | —                                    | Чемпионат Европы 1992 (отбор)        |
| 8                                    | 11 сентября 1991                     | Польша                               | 1:1                                  | —                                    | Товарищеский матч                    |

Итого: 8 матчей / 0 голов; 4 победы, 3 ничьи, 1 поражение.